# Cala Abierta
Cala Abierta es una pequeña playa del municipio de Cartagena (Murcia). Es una pequeña playa situado al E de Cala Cerrada, al O del Cabezo de Atalayón, y al S del paraje del Castillo y el pico de La Picadera . El acceso a la playa, es desde un sendero que sale de la E-23, saliendo a la altura del collado de Juan Catalina; y bajando por la fuente del Zurdo. Tiene una longitud de 80 m, y de ancho, 10 m. Su arena es de color gris y textura fina, y su ocupación es muy baja debido a la dificultad del acceso. 